# Chromadora kingojacobseni
Chromadora kingojacobseni is een rondwormensoort uit de familie van de Chromadoridae. De wetenschappelijke naam van de soort is voor het eerst geldig gepubliceerd in 1954 door Allgén.